# إنديانابوليس 500 سنة 1923
سباق إنديانا بوليس -500 ميل 1923 أقيم في حلبة إنديانابوليس موتور سبيدواي في 30 مايو 1923 وفاز في السباق تومي ميلتون من فريق محركات إتش سي إس بمتوسط سرعة 90.954 ميل/س (146.376 كم/س).
وكان أول المنطلقين تومي ميلتون بسرعة 108.170 ميل/س (174.083 كم/س).